# Major League Soccer de 2016
A Major League Soccer de 2016 é a 104ª temporada de futebol sancionada pela FIFA nos Estados Unidos e no Canadá, a 38ª como primeira divisão nacional na América do Norte e a 21ª temporada da MLS.

## Estádios

### Estádios e localizações
| Chicago Fire | Colorado Rapids | Columbus Crew | D.C. United | FC Dallas | Houston Dynamo       |
| Toyota Park | Dick's Sporting Goods Park | Crew Stadium | RFK Memorial Stadium | Toyota Stadium | BBVA Compass Stadium |
| Capacidade: 20 000 | Capacidade: 18 086 | Capacidade: 20 145 | Capacidade: 19 467 | Capacidade: 21 193 | Capacidade: 22 000   |
| | | | | |                      |
| Los Angeles Galaxy | \| Chicago Fire Colorado Rapids Columbus Crew D.C. United FC Dallas Houston Dynamo Los Angeles Galaxy Montreal Impact New England Revolution New York City FC New York Red Bulls Orlando City SC Philadelphia Union Portland Timbers Real Salt Lake San José Earthquakes Seattle Sounders FC Sporting Kansas City Toronto FC Vancouver WhitecapsLocalizações das equipes da Major League Soccer de 2016. \| | \| Chicago Fire Colorado Rapids Columbus Crew D.C. United FC Dallas Houston Dynamo Los Angeles Galaxy Montreal Impact New England Revolution New York City FC New York Red Bulls Orlando City SC Philadelphia Union Portland Timbers Real Salt Lake San José Earthquakes Seattle Sounders FC Sporting Kansas City Toronto FC Vancouver WhitecapsLocalizações das equipes da Major League Soccer de 2016. \| | \| Chicago Fire Colorado Rapids Columbus Crew D.C. United FC Dallas Houston Dynamo Los Angeles Galaxy Montreal Impact New England Revolution New York City FC New York Red Bulls Orlando City SC Philadelphia Union Portland Timbers Real Salt Lake San José Earthquakes Seattle Sounders FC Sporting Kansas City Toronto FC Vancouver WhitecapsLocalizações das equipes da Major League Soccer de 2016. \| | \| Chicago Fire Colorado Rapids Columbus Crew D.C. United FC Dallas Houston Dynamo Los Angeles Galaxy Montreal Impact New England Revolution New York City FC New York Red Bulls Orlando City SC Philadelphia Union Portland Timbers Real Salt Lake San José Earthquakes Seattle Sounders FC Sporting Kansas City Toronto FC Vancouver WhitecapsLocalizações das equipes da Major League Soccer de 2016. \| | Montreal Impact      |
| StubHub Center | \| Chicago Fire Colorado Rapids Columbus Crew D.C. United FC Dallas Houston Dynamo Los Angeles Galaxy Montreal Impact New England Revolution New York City FC New York Red Bulls Orlando City SC Philadelphia Union Portland Timbers Real Salt Lake San José Earthquakes Seattle Sounders FC Sporting Kansas City Toronto FC Vancouver WhitecapsLocalizações das equipes da Major League Soccer de 2016. \| | \| Chicago Fire Colorado Rapids Columbus Crew D.C. United FC Dallas Houston Dynamo Los Angeles Galaxy Montreal Impact New England Revolution New York City FC New York Red Bulls Orlando City SC Philadelphia Union Portland Timbers Real Salt Lake San José Earthquakes Seattle Sounders FC Sporting Kansas City Toronto FC Vancouver WhitecapsLocalizações das equipes da Major League Soccer de 2016. \| | \| Chicago Fire Colorado Rapids Columbus Crew D.C. United FC Dallas Houston Dynamo Los Angeles Galaxy Montreal Impact New England Revolution New York City FC New York Red Bulls Orlando City SC Philadelphia Union Portland Timbers Real Salt Lake San José Earthquakes Seattle Sounders FC Sporting Kansas City Toronto FC Vancouver WhitecapsLocalizações das equipes da Major League Soccer de 2016. \| | \| Chicago Fire Colorado Rapids Columbus Crew D.C. United FC Dallas Houston Dynamo Los Angeles Galaxy Montreal Impact New England Revolution New York City FC New York Red Bulls Orlando City SC Philadelphia Union Portland Timbers Real Salt Lake San José Earthquakes Seattle Sounders FC Sporting Kansas City Toronto FC Vancouver WhitecapsLocalizações das equipes da Major League Soccer de 2016. \| | Saputo Stadium       |
| Capacidade: 27 000 | \| Chicago Fire Colorado Rapids Columbus Crew D.C. United FC Dallas Houston Dynamo Los Angeles Galaxy Montreal Impact New England Revolution New York City FC New York Red Bulls Orlando City SC Philadelphia Union Portland Timbers Real Salt Lake San José Earthquakes Seattle Sounders FC Sporting Kansas City Toronto FC Vancouver WhitecapsLocalizações das equipes da Major League Soccer de 2016. \| | \| Chicago Fire Colorado Rapids Columbus Crew D.C. United FC Dallas Houston Dynamo Los Angeles Galaxy Montreal Impact New England Revolution New York City FC New York Red Bulls Orlando City SC Philadelphia Union Portland Timbers Real Salt Lake San José Earthquakes Seattle Sounders FC Sporting Kansas City Toronto FC Vancouver WhitecapsLocalizações das equipes da Major League Soccer de 2016. \| | \| Chicago Fire Colorado Rapids Columbus Crew D.C. United FC Dallas Houston Dynamo Los Angeles Galaxy Montreal Impact New England Revolution New York City FC New York Red Bulls Orlando City SC Philadelphia Union Portland Timbers Real Salt Lake San José Earthquakes Seattle Sounders FC Sporting Kansas City Toronto FC Vancouver WhitecapsLocalizações das equipes da Major League Soccer de 2016. \| | \| Chicago Fire Colorado Rapids Columbus Crew D.C. United FC Dallas Houston Dynamo Los Angeles Galaxy Montreal Impact New England Revolution New York City FC New York Red Bulls Orlando City SC Philadelphia Union Portland Timbers Real Salt Lake San José Earthquakes Seattle Sounders FC Sporting Kansas City Toronto FC Vancouver WhitecapsLocalizações das equipes da Major League Soccer de 2016. \| | Capacidade: 20 801   |
| | \| Chicago Fire Colorado Rapids Columbus Crew D.C. United FC Dallas Houston Dynamo Los Angeles Galaxy Montreal Impact New England Revolution New York City FC New York Red Bulls Orlando City SC Philadelphia Union Portland Timbers Real Salt Lake San José Earthquakes Seattle Sounders FC Sporting Kansas City Toronto FC Vancouver WhitecapsLocalizações das equipes da Major League Soccer de 2016. \| | \| Chicago Fire Colorado Rapids Columbus Crew D.C. United FC Dallas Houston Dynamo Los Angeles Galaxy Montreal Impact New England Revolution New York City FC New York Red Bulls Orlando City SC Philadelphia Union Portland Timbers Real Salt Lake San José Earthquakes Seattle Sounders FC Sporting Kansas City Toronto FC Vancouver WhitecapsLocalizações das equipes da Major League Soccer de 2016. \| | \| Chicago Fire Colorado Rapids Columbus Crew D.C. United FC Dallas Houston Dynamo Los Angeles Galaxy Montreal Impact New England Revolution New York City FC New York Red Bulls Orlando City SC Philadelphia Union Portland Timbers Real Salt Lake San José Earthquakes Seattle Sounders FC Sporting Kansas City Toronto FC Vancouver WhitecapsLocalizações das equipes da Major League Soccer de 2016. \| | \| Chicago Fire Colorado Rapids Columbus Crew D.C. United FC Dallas Houston Dynamo Los Angeles Galaxy Montreal Impact New England Revolution New York City FC New York Red Bulls Orlando City SC Philadelphia Union Portland Timbers Real Salt Lake San José Earthquakes Seattle Sounders FC Sporting Kansas City Toronto FC Vancouver WhitecapsLocalizações das equipes da Major League Soccer de 2016. \| |                      |
| New England Revolution | \| Chicago Fire Colorado Rapids Columbus Crew D.C. United FC Dallas Houston Dynamo Los Angeles Galaxy Montreal Impact New England Revolution New York City FC New York Red Bulls Orlando City SC Philadelphia Union Portland Timbers Real Salt Lake San José Earthquakes Seattle Sounders FC Sporting Kansas City Toronto FC Vancouver WhitecapsLocalizações das equipes da Major League Soccer de 2016. \| | \| Chicago Fire Colorado Rapids Columbus Crew D.C. United FC Dallas Houston Dynamo Los Angeles Galaxy Montreal Impact New England Revolution New York City FC New York Red Bulls Orlando City SC Philadelphia Union Portland Timbers Real Salt Lake San José Earthquakes Seattle Sounders FC Sporting Kansas City Toronto FC Vancouver WhitecapsLocalizações das equipes da Major League Soccer de 2016. \| | \| Chicago Fire Colorado Rapids Columbus Crew D.C. United FC Dallas Houston Dynamo Los Angeles Galaxy Montreal Impact New England Revolution New York City FC New York Red Bulls Orlando City SC Philadelphia Union Portland Timbers Real Salt Lake San José Earthquakes Seattle Sounders FC Sporting Kansas City Toronto FC Vancouver WhitecapsLocalizações das equipes da Major League Soccer de 2016. \| | \| Chicago Fire Colorado Rapids Columbus Crew D.C. United FC Dallas Houston Dynamo Los Angeles Galaxy Montreal Impact New England Revolution New York City FC New York Red Bulls Orlando City SC Philadelphia Union Portland Timbers Real Salt Lake San José Earthquakes Seattle Sounders FC Sporting Kansas City Toronto FC Vancouver WhitecapsLocalizações das equipes da Major League Soccer de 2016. \| | New York City FC     |
| Gillette Stadium | \| Chicago Fire Colorado Rapids Columbus Crew D.C. United FC Dallas Houston Dynamo Los Angeles Galaxy Montreal Impact New England Revolution New York City FC New York Red Bulls Orlando City SC Philadelphia Union Portland Timbers Real Salt Lake San José Earthquakes Seattle Sounders FC Sporting Kansas City Toronto FC Vancouver WhitecapsLocalizações das equipes da Major League Soccer de 2016. \| | \| Chicago Fire Colorado Rapids Columbus Crew D.C. United FC Dallas Houston Dynamo Los Angeles Galaxy Montreal Impact New England Revolution New York City FC New York Red Bulls Orlando City SC Philadelphia Union Portland Timbers Real Salt Lake San José Earthquakes Seattle Sounders FC Sporting Kansas City Toronto FC Vancouver WhitecapsLocalizações das equipes da Major League Soccer de 2016. \| | \| Chicago Fire Colorado Rapids Columbus Crew D.C. United FC Dallas Houston Dynamo Los Angeles Galaxy Montreal Impact New England Revolution New York City FC New York Red Bulls Orlando City SC Philadelphia Union Portland Timbers Real Salt Lake San José Earthquakes Seattle Sounders FC Sporting Kansas City Toronto FC Vancouver WhitecapsLocalizações das equipes da Major League Soccer de 2016. \| | \| Chicago Fire Colorado Rapids Columbus Crew D.C. United FC Dallas Houston Dynamo Los Angeles Galaxy Montreal Impact New England Revolution New York City FC New York Red Bulls Orlando City SC Philadelphia Union Portland Timbers Real Salt Lake San José Earthquakes Seattle Sounders FC Sporting Kansas City Toronto FC Vancouver WhitecapsLocalizações das equipes da Major League Soccer de 2016. \| | Yankee Stadium       |
| Capacidade: 22 385 | \| Chicago Fire Colorado Rapids Columbus Crew D.C. United FC Dallas Houston Dynamo Los Angeles Galaxy Montreal Impact New England Revolution New York City FC New York Red Bulls Orlando City SC Philadelphia Union Portland Timbers Real Salt Lake San José Earthquakes Seattle Sounders FC Sporting Kansas City Toronto FC Vancouver WhitecapsLocalizações das equipes da Major League Soccer de 2016. \| | \| Chicago Fire Colorado Rapids Columbus Crew D.C. United FC Dallas Houston Dynamo Los Angeles Galaxy Montreal Impact New England Revolution New York City FC New York Red Bulls Orlando City SC Philadelphia Union Portland Timbers Real Salt Lake San José Earthquakes Seattle Sounders FC Sporting Kansas City Toronto FC Vancouver WhitecapsLocalizações das equipes da Major League Soccer de 2016. \| | \| Chicago Fire Colorado Rapids Columbus Crew D.C. United FC Dallas Houston Dynamo Los Angeles Galaxy Montreal Impact New England Revolution New York City FC New York Red Bulls Orlando City SC Philadelphia Union Portland Timbers Real Salt Lake San José Earthquakes Seattle Sounders FC Sporting Kansas City Toronto FC Vancouver WhitecapsLocalizações das equipes da Major League Soccer de 2016. \| | \| Chicago Fire Colorado Rapids Columbus Crew D.C. United FC Dallas Houston Dynamo Los Angeles Galaxy Montreal Impact New England Revolution New York City FC New York Red Bulls Orlando City SC Philadelphia Union Portland Timbers Real Salt Lake San José Earthquakes Seattle Sounders FC Sporting Kansas City Toronto FC Vancouver WhitecapsLocalizações das equipes da Major League Soccer de 2016. \| | Capacidade: 49 642   |
| | \| Chicago Fire Colorado Rapids Columbus Crew D.C. United FC Dallas Houston Dynamo Los Angeles Galaxy Montreal Impact New England Revolution New York City FC New York Red Bulls Orlando City SC Philadelphia Union Portland Timbers Real Salt Lake San José Earthquakes Seattle Sounders FC Sporting Kansas City Toronto FC Vancouver WhitecapsLocalizações das equipes da Major League Soccer de 2016. \| | \| Chicago Fire Colorado Rapids Columbus Crew D.C. United FC Dallas Houston Dynamo Los Angeles Galaxy Montreal Impact New England Revolution New York City FC New York Red Bulls Orlando City SC Philadelphia Union Portland Timbers Real Salt Lake San José Earthquakes Seattle Sounders FC Sporting Kansas City Toronto FC Vancouver WhitecapsLocalizações das equipes da Major League Soccer de 2016. \| | \| Chicago Fire Colorado Rapids Columbus Crew D.C. United FC Dallas Houston Dynamo Los Angeles Galaxy Montreal Impact New England Revolution New York City FC New York Red Bulls Orlando City SC Philadelphia Union Portland Timbers Real Salt Lake San José Earthquakes Seattle Sounders FC Sporting Kansas City Toronto FC Vancouver WhitecapsLocalizações das equipes da Major League Soccer de 2016. \| | \| Chicago Fire Colorado Rapids Columbus Crew D.C. United FC Dallas Houston Dynamo Los Angeles Galaxy Montreal Impact New England Revolution New York City FC New York Red Bulls Orlando City SC Philadelphia Union Portland Timbers Real Salt Lake San José Earthquakes Seattle Sounders FC Sporting Kansas City Toronto FC Vancouver WhitecapsLocalizações das equipes da Major League Soccer de 2016. \| |                      |
| New York Red Bulls | \| Chicago Fire Colorado Rapids Columbus Crew D.C. United FC Dallas Houston Dynamo Los Angeles Galaxy Montreal Impact New England Revolution New York City FC New York Red Bulls Orlando City SC Philadelphia Union Portland Timbers Real Salt Lake San José Earthquakes Seattle Sounders FC Sporting Kansas City Toronto FC Vancouver WhitecapsLocalizações das equipes da Major League Soccer de 2016. \| | \| Chicago Fire Colorado Rapids Columbus Crew D.C. United FC Dallas Houston Dynamo Los Angeles Galaxy Montreal Impact New England Revolution New York City FC New York Red Bulls Orlando City SC Philadelphia Union Portland Timbers Real Salt Lake San José Earthquakes Seattle Sounders FC Sporting Kansas City Toronto FC Vancouver WhitecapsLocalizações das equipes da Major League Soccer de 2016. \| | \| Chicago Fire Colorado Rapids Columbus Crew D.C. United FC Dallas Houston Dynamo Los Angeles Galaxy Montreal Impact New England Revolution New York City FC New York Red Bulls Orlando City SC Philadelphia Union Portland Timbers Real Salt Lake San José Earthquakes Seattle Sounders FC Sporting Kansas City Toronto FC Vancouver WhitecapsLocalizações das equipes da Major League Soccer de 2016. \| | \| Chicago Fire Colorado Rapids Columbus Crew D.C. United FC Dallas Houston Dynamo Los Angeles Galaxy Montreal Impact New England Revolution New York City FC New York Red Bulls Orlando City SC Philadelphia Union Portland Timbers Real Salt Lake San José Earthquakes Seattle Sounders FC Sporting Kansas City Toronto FC Vancouver WhitecapsLocalizações das equipes da Major League Soccer de 2016. \| | Orlando City SC      |
| Red Bull Arena | \| Chicago Fire Colorado Rapids Columbus Crew D.C. United FC Dallas Houston Dynamo Los Angeles Galaxy Montreal Impact New England Revolution New York City FC New York Red Bulls Orlando City SC Philadelphia Union Portland Timbers Real Salt Lake San José Earthquakes Seattle Sounders FC Sporting Kansas City Toronto FC Vancouver WhitecapsLocalizações das equipes da Major League Soccer de 2016. \| | \| Chicago Fire Colorado Rapids Columbus Crew D.C. United FC Dallas Houston Dynamo Los Angeles Galaxy Montreal Impact New England Revolution New York City FC New York Red Bulls Orlando City SC Philadelphia Union Portland Timbers Real Salt Lake San José Earthquakes Seattle Sounders FC Sporting Kansas City Toronto FC Vancouver WhitecapsLocalizações das equipes da Major League Soccer de 2016. \| | \| Chicago Fire Colorado Rapids Columbus Crew D.C. United FC Dallas Houston Dynamo Los Angeles Galaxy Montreal Impact New England Revolution New York City FC New York Red Bulls Orlando City SC Philadelphia Union Portland Timbers Real Salt Lake San José Earthquakes Seattle Sounders FC Sporting Kansas City Toronto FC Vancouver WhitecapsLocalizações das equipes da Major League Soccer de 2016. \| | \| Chicago Fire Colorado Rapids Columbus Crew D.C. United FC Dallas Houston Dynamo Los Angeles Galaxy Montreal Impact New England Revolution New York City FC New York Red Bulls Orlando City SC Philadelphia Union Portland Timbers Real Salt Lake San José Earthquakes Seattle Sounders FC Sporting Kansas City Toronto FC Vancouver WhitecapsLocalizações das equipes da Major League Soccer de 2016. \| | Citrus Bowl          |
| Capacidade: 25 189 | \| Chicago Fire Colorado Rapids Columbus Crew D.C. United FC Dallas Houston Dynamo Los Angeles Galaxy Montreal Impact New England Revolution New York City FC New York Red Bulls Orlando City SC Philadelphia Union Portland Timbers Real Salt Lake San José Earthquakes Seattle Sounders FC Sporting Kansas City Toronto FC Vancouver WhitecapsLocalizações das equipes da Major League Soccer de 2016. \| | \| Chicago Fire Colorado Rapids Columbus Crew D.C. United FC Dallas Houston Dynamo Los Angeles Galaxy Montreal Impact New England Revolution New York City FC New York Red Bulls Orlando City SC Philadelphia Union Portland Timbers Real Salt Lake San José Earthquakes Seattle Sounders FC Sporting Kansas City Toronto FC Vancouver WhitecapsLocalizações das equipes da Major League Soccer de 2016. \| | \| Chicago Fire Colorado Rapids Columbus Crew D.C. United FC Dallas Houston Dynamo Los Angeles Galaxy Montreal Impact New England Revolution New York City FC New York Red Bulls Orlando City SC Philadelphia Union Portland Timbers Real Salt Lake San José Earthquakes Seattle Sounders FC Sporting Kansas City Toronto FC Vancouver WhitecapsLocalizações das equipes da Major League Soccer de 2016. \| | \| Chicago Fire Colorado Rapids Columbus Crew D.C. United FC Dallas Houston Dynamo Los Angeles Galaxy Montreal Impact New England Revolution New York City FC New York Red Bulls Orlando City SC Philadelphia Union Portland Timbers Real Salt Lake San José Earthquakes Seattle Sounders FC Sporting Kansas City Toronto FC Vancouver WhitecapsLocalizações das equipes da Major League Soccer de 2016. \| | Capacidade: 65 194   |
| | \| Chicago Fire Colorado Rapids Columbus Crew D.C. United FC Dallas Houston Dynamo Los Angeles Galaxy Montreal Impact New England Revolution New York City FC New York Red Bulls Orlando City SC Philadelphia Union Portland Timbers Real Salt Lake San José Earthquakes Seattle Sounders FC Sporting Kansas City Toronto FC Vancouver WhitecapsLocalizações das equipes da Major League Soccer de 2016. \| | \| Chicago Fire Colorado Rapids Columbus Crew D.C. United FC Dallas Houston Dynamo Los Angeles Galaxy Montreal Impact New England Revolution New York City FC New York Red Bulls Orlando City SC Philadelphia Union Portland Timbers Real Salt Lake San José Earthquakes Seattle Sounders FC Sporting Kansas City Toronto FC Vancouver WhitecapsLocalizações das equipes da Major League Soccer de 2016. \| | \| Chicago Fire Colorado Rapids Columbus Crew D.C. United FC Dallas Houston Dynamo Los Angeles Galaxy Montreal Impact New England Revolution New York City FC New York Red Bulls Orlando City SC Philadelphia Union Portland Timbers Real Salt Lake San José Earthquakes Seattle Sounders FC Sporting Kansas City Toronto FC Vancouver WhitecapsLocalizações das equipes da Major League Soccer de 2016. \| | \| Chicago Fire Colorado Rapids Columbus Crew D.C. United FC Dallas Houston Dynamo Los Angeles Galaxy Montreal Impact New England Revolution New York City FC New York Red Bulls Orlando City SC Philadelphia Union Portland Timbers Real Salt Lake San José Earthquakes Seattle Sounders FC Sporting Kansas City Toronto FC Vancouver WhitecapsLocalizações das equipes da Major League Soccer de 2016. \| |                      |
| Philadelphia Union | \| Chicago Fire Colorado Rapids Columbus Crew D.C. United FC Dallas Houston Dynamo Los Angeles Galaxy Montreal Impact New England Revolution New York City FC New York Red Bulls Orlando City SC Philadelphia Union Portland Timbers Real Salt Lake San José Earthquakes Seattle Sounders FC Sporting Kansas City Toronto FC Vancouver WhitecapsLocalizações das equipes da Major League Soccer de 2016. \| | \| Chicago Fire Colorado Rapids Columbus Crew D.C. United FC Dallas Houston Dynamo Los Angeles Galaxy Montreal Impact New England Revolution New York City FC New York Red Bulls Orlando City SC Philadelphia Union Portland Timbers Real Salt Lake San José Earthquakes Seattle Sounders FC Sporting Kansas City Toronto FC Vancouver WhitecapsLocalizações das equipes da Major League Soccer de 2016. \| | \| Chicago Fire Colorado Rapids Columbus Crew D.C. United FC Dallas Houston Dynamo Los Angeles Galaxy Montreal Impact New England Revolution New York City FC New York Red Bulls Orlando City SC Philadelphia Union Portland Timbers Real Salt Lake San José Earthquakes Seattle Sounders FC Sporting Kansas City Toronto FC Vancouver WhitecapsLocalizações das equipes da Major League Soccer de 2016. \| | \| Chicago Fire Colorado Rapids Columbus Crew D.C. United FC Dallas Houston Dynamo Los Angeles Galaxy Montreal Impact New England Revolution New York City FC New York Red Bulls Orlando City SC Philadelphia Union Portland Timbers Real Salt Lake San José Earthquakes Seattle Sounders FC Sporting Kansas City Toronto FC Vancouver WhitecapsLocalizações das equipes da Major League Soccer de 2016. \| | Portland Timbers     |
| PPL Park | \| Chicago Fire Colorado Rapids Columbus Crew D.C. United FC Dallas Houston Dynamo Los Angeles Galaxy Montreal Impact New England Revolution New York City FC New York Red Bulls Orlando City SC Philadelphia Union Portland Timbers Real Salt Lake San José Earthquakes Seattle Sounders FC Sporting Kansas City Toronto FC Vancouver WhitecapsLocalizações das equipes da Major League Soccer de 2016. \| | \| Chicago Fire Colorado Rapids Columbus Crew D.C. United FC Dallas Houston Dynamo Los Angeles Galaxy Montreal Impact New England Revolution New York City FC New York Red Bulls Orlando City SC Philadelphia Union Portland Timbers Real Salt Lake San José Earthquakes Seattle Sounders FC Sporting Kansas City Toronto FC Vancouver WhitecapsLocalizações das equipes da Major League Soccer de 2016. \| | \| Chicago Fire Colorado Rapids Columbus Crew D.C. United FC Dallas Houston Dynamo Los Angeles Galaxy Montreal Impact New England Revolution New York City FC New York Red Bulls Orlando City SC Philadelphia Union Portland Timbers Real Salt Lake San José Earthquakes Seattle Sounders FC Sporting Kansas City Toronto FC Vancouver WhitecapsLocalizações das equipes da Major League Soccer de 2016. \| | \| Chicago Fire Colorado Rapids Columbus Crew D.C. United FC Dallas Houston Dynamo Los Angeles Galaxy Montreal Impact New England Revolution New York City FC New York Red Bulls Orlando City SC Philadelphia Union Portland Timbers Real Salt Lake San José Earthquakes Seattle Sounders FC Sporting Kansas City Toronto FC Vancouver WhitecapsLocalizações das equipes da Major League Soccer de 2016. \| | Providence Park      |
| Capacidade: 18 500 | \| Chicago Fire Colorado Rapids Columbus Crew D.C. United FC Dallas Houston Dynamo Los Angeles Galaxy Montreal Impact New England Revolution New York City FC New York Red Bulls Orlando City SC Philadelphia Union Portland Timbers Real Salt Lake San José Earthquakes Seattle Sounders FC Sporting Kansas City Toronto FC Vancouver WhitecapsLocalizações das equipes da Major League Soccer de 2016. \| | \| Chicago Fire Colorado Rapids Columbus Crew D.C. United FC Dallas Houston Dynamo Los Angeles Galaxy Montreal Impact New England Revolution New York City FC New York Red Bulls Orlando City SC Philadelphia Union Portland Timbers Real Salt Lake San José Earthquakes Seattle Sounders FC Sporting Kansas City Toronto FC Vancouver WhitecapsLocalizações das equipes da Major League Soccer de 2016. \| | \| Chicago Fire Colorado Rapids Columbus Crew D.C. United FC Dallas Houston Dynamo Los Angeles Galaxy Montreal Impact New England Revolution New York City FC New York Red Bulls Orlando City SC Philadelphia Union Portland Timbers Real Salt Lake San José Earthquakes Seattle Sounders FC Sporting Kansas City Toronto FC Vancouver WhitecapsLocalizações das equipes da Major League Soccer de 2016. \| | \| Chicago Fire Colorado Rapids Columbus Crew D.C. United FC Dallas Houston Dynamo Los Angeles Galaxy Montreal Impact New England Revolution New York City FC New York Red Bulls Orlando City SC Philadelphia Union Portland Timbers Real Salt Lake San José Earthquakes Seattle Sounders FC Sporting Kansas City Toronto FC Vancouver WhitecapsLocalizações das equipes da Major League Soccer de 2016. \| | Capacidade: 20 438   |
| | \| Chicago Fire Colorado Rapids Columbus Crew D.C. United FC Dallas Houston Dynamo Los Angeles Galaxy Montreal Impact New England Revolution New York City FC New York Red Bulls Orlando City SC Philadelphia Union Portland Timbers Real Salt Lake San José Earthquakes Seattle Sounders FC Sporting Kansas City Toronto FC Vancouver WhitecapsLocalizações das equipes da Major League Soccer de 2016. \| | \| Chicago Fire Colorado Rapids Columbus Crew D.C. United FC Dallas Houston Dynamo Los Angeles Galaxy Montreal Impact New England Revolution New York City FC New York Red Bulls Orlando City SC Philadelphia Union Portland Timbers Real Salt Lake San José Earthquakes Seattle Sounders FC Sporting Kansas City Toronto FC Vancouver WhitecapsLocalizações das equipes da Major League Soccer de 2016. \| | \| Chicago Fire Colorado Rapids Columbus Crew D.C. United FC Dallas Houston Dynamo Los Angeles Galaxy Montreal Impact New England Revolution New York City FC New York Red Bulls Orlando City SC Philadelphia Union Portland Timbers Real Salt Lake San José Earthquakes Seattle Sounders FC Sporting Kansas City Toronto FC Vancouver WhitecapsLocalizações das equipes da Major League Soccer de 2016. \| | \| Chicago Fire Colorado Rapids Columbus Crew D.C. United FC Dallas Houston Dynamo Los Angeles Galaxy Montreal Impact New England Revolution New York City FC New York Red Bulls Orlando City SC Philadelphia Union Portland Timbers Real Salt Lake San José Earthquakes Seattle Sounders FC Sporting Kansas City Toronto FC Vancouver WhitecapsLocalizações das equipes da Major League Soccer de 2016. \| |                      |
| Real Salt Lake | San José Earthquakes | Seattle Sounders FC | Sporting Kansas City | Toronto FC | Vancouver Whitecaps  |
| Rio Tinto Stadium | Avaya Stadium | CenturyLink Field | Sporting Park | BMO Field | BC Place             |
| Capacidade: 20 213 | Capacidade: 18 000 | Capacidade: 67 000 | Capacidade: 18 467 | Capacidade: 30 000 | Capacidade: 54 320   |
| | | | | |                      |
| Chicago Fire Colorado Rapids Columbus Crew D.C. United FC Dallas Houston Dynamo Los Angeles Galaxy Montreal Impact New England Revolution New York City FC New York Red Bulls Orlando City SC Philadelphia Union Portland Timbers Real Salt Lake San José Earthquakes Seattle Sounders FC Sporting Kansas City Toronto FC Vancouver WhitecapsLocalizações das equipes da Major League Soccer de 2016. | | | | |                      |

## Classificação
- Atualizado com as partidas disputadas até 6 de março de 2016[1][2]

### Conferência Leste
| Pos. | Equipe                 | Pts | J  | V  | E  | D  | GM | GS | SG  | PJ | % | Classificação                                   |
| ---- | ---------------------- | --- | -- | -- | -- | -- | -- | -- | --- | -- | - | ----------------------------------------------- |
| 1    | New York Red Bulls     | 57  | 34 | 16 | 9  | 9  | 61 | 44 | +17 |    |   |                                                 |
| 2    | New York City Fc       | 54  | 34 | 15 | 10 | 9  | 62 | 57 | +5  |    |   | Classificados às quartas de final dos Play-offs |
| 3    | Toronto Fc             | 53  | 34 | 14 | 9  | 11 | 51 | 39 | +12 |    |   | Classificados às oitavas de final dos Play-offs |
| 4    | DC United              | 46  | 34 | 11 | 10 | 13 | 53 | 47 | +6  |    |   | Classificados às oitavas de final dos Play-offs |
| 5    | Montreal Impact        | 45  | 34 | 11 | 11 | 12 | 49 | 53 | -4  |    |   | Classificados às oitavas de final dos Play-offs |
| 6    | Philadelphia Union     | 42  | 34 | 11 | 14 | 9  | 52 | 55 | -3  |    |   | Classificados às oitavas de final dos Play-offs |
| 7    | New England Revolution | 42  | 34 | 11 | 14 | 9  | 44 | 54 | -10 |    |   |                                                 |
| 8    | Orlando City           | 41  | 34 | 9  | 11 | 14 | 55 | 60 | -5  |    |   |                                                 |
| 9    | Columbus Crew          | 36  | 34 | 8  | 14 | 12 | 50 | 58 | -8  |    |   |                                                 |
| 10   | Chicago Fire           | 31  | 34 | 7  | 17 | 10 | 42 | 58 | -16 |    |   |                                                 |

### Conferência Oeste
| Pos. | Equipe               | Pts | J  | V  | E  | D  | GM | GS | SG  | PJ | % | Classificação                                   |
| ---- | -------------------- | --- | -- | -- | -- | -- | -- | -- | --- | -- | - | ----------------------------------------------- |
| 1    | FC Dallas            | 51  | 28 | 15 | 6  | 7  | 45 | 36 | +9  |    |   | Classificados às quartas de final dos Play-offs |
| 2    | Real Salt Lake       | 43  | 27 | 12 | 7  | 8  | 39 | 37 | +2  |    |   | Classificados às quartas de final dos Play-offs |
| 3    | Colorado Rapids      | 43  | 26 | 11 | 10 | 5  | 28 | 24 | +4  |    |   | Classificados às oitavas de final dos Play-offs |
| 4    | LA Galaxy            | 43  | 27 | 10 | 13 | 4  | 42 | 27 | +15 |    |   | Classificados às oitavas de final dos Play-offs |
| 5    | Sporting Kansas City | 38  | 28 | 11 | 5  | 12 | 32 | 32 | 0   |    |   | Classificados às oitavas de final dos Play-offs |
| 6    | Portland Timbers     | 35  | 28 | 9  | 8  | 11 | 42 | 44 | -2  |    |   | Classificados às oitavas de final dos Play-offs |
| 7    | San Jose Earthquakes | 32  | 26 | 7  | 11 | 8  | 26 | 29 | -3  |    |   |                                                 |
| 8    | Seattle Sounders     | 31  | 26 | 9  | 4  | 13 | 32 | 36 | -4  |    |   |                                                 |
| 9    | Vancouver Whitecaps  | 31  | 28 | 8  | 7  | 13 | 34 | 44 | –10 |    |   |                                                 |
| 10   | Houston Dynamo       | 25  | 26 | 5  | 10 | 11 | 29 | 34 | -5  |    |   |                                                 |

### Temporada regular
| Pos. | Equipe                 | Pts | J  | V  | E  | D  | GM | GS | SG  | PJ | % | Classificação                                                                           |
| ---- | ---------------------- | --- | -- | -- | -- | -- | -- | -- | --- | -- | - | --------------------------------------------------------------------------------------- |
| 1    | FC Dallas              | 51  | 28 | 15 | 6  | 7  | 45 | 36 | +9  |    |   | Campeão da Supporters' Shield e classificado à Liga dos Campeões da CONCACAF de 2016–17 |
| 2    | New York City          | 44  | 28 | 12 | 8  | 8  | 48 | 47 | +1  |    |   |                                                                                         |
| 3    | New York Red Bulls     | 43  | 28 | 12 | 7  | 9  | 47 | 35 | +12 |    |   |                                                                                         |
| 4    | Toronto FC             | 43  | 27 | 12 | 7  | 8  | 39 | 28 | +11 |    |   |                                                                                         |
| 5    | Real Salt Lake         | 43  | 27 | 12 | 7  | 8  | 39 | 37 | +2  |    |   |                                                                                         |
| 6    | Colorado Rapids        | 43  | 26 | 11 | 10 | 5  | 28 | 24 | +4  |    |   |                                                                                         |
| 7    | LA Galaxy              | 43  | 27 | 10 | 13 | 4  | 42 | 27 | +15 |    |   |                                                                                         |
| 8    | Philadelphia Union     | 40  | 28 | 11 | 7  | 10 | 47 | 44 | +3  |    |   |                                                                                         |
| 9    | Sporting Kansas City   | 38  | 28 | 11 | 5  | 12 | 32 | 32 | 0   |    |   |                                                                                         |
| 10   | Montreal Impact        | 37  | 26 | 9  | 10 | 7  | 40 | 38 | +2  |    |   |                                                                                         |
| 11   | Portland Timbers       | 35  | 28 | 9  | 8  | 11 | 42 | 44 | -2  |    |   |                                                                                         |
| 12   | DC United              | 32  | 27 | 7  | 11 | 9  | 35 | 36 | -1  |    |   |                                                                                         |
| 13   | San José Earthquakes   | 32  | 26 | 7  | 11 | 8  | 26 | 29 | -3  |    |   |                                                                                         |
| 14   | Seattle Sounders       | 31  | 26 | 9  | 4  | 13 | 32 | 36 | -4  |    |   |                                                                                         |
| 15   | Vancouver Whitecaps    | 31  | 28 | 8  | 7  | 13 | 34 | 44 | -10 |    |   |                                                                                         |
| 16   | Orlando City           | 31  | 26 | 6  | 13 | 7  | 41 | 44 | -3  |    |   |                                                                                         |
| 17   | New England Revolution | 30  | 28 | 7  | 9  | 12 | 31 | 47 | -16 |    |   |                                                                                         |
| 18   | Chicago Fire           | 26  | 26 | 6  | 8  | 12 | 32 | 40 | -8  |    |   |                                                                                         |
| 19   | Columbus Crew          | 26  | 26 | 5  | 11 | 10 | 35 | 42 | -7  |    |   |                                                                                         |
| 20   | Houston Dynamo         | 25  | 26 | 5  | 10 | 11 | 29 | 34 | -5  |    |   |                                                                                         |

## MLS Cup de 2016
Em itálico, o time que possui o mando de campo no primeiro jogo do confronto e em negrito o time classificado.

### Play-offs
| Equipe 1             | Resultado         | Equipe 2          |
| Conferência Leste    | Conferência Leste | Conferência Leste |
| -------------------- | ----------------- | ----------------- |
| Philadelphia Union   | 1–3               | Toronto FC        |
| Montreal Impact      | 4–2               | D.C. United       |
| Conferência Oeste    |                   |                   |
| Real Salt Lake       | 1–3               | LA Galaxy         |
| Sporting Kansas City | 0–1               | Seattle Sounders  |

### Semifinais da Conferência
| Equipe 1          | Total             | Equipe 2           | 1.º jogo          | 2.º jogo          |
| Conferência Leste | Conferência Leste | Conferência Leste  | Conferência Leste | Conferência Leste |
| ----------------- | ----------------- | ------------------ | ----------------- | ----------------- |
| Toronto FC        | 7–0               | New York City FC   | 2–0               | 5–0               |
| Montreal Impact   | 3–1               | New York Red Bulls | 1–0               | 2–1               |
| Conferência Oeste |                   |                    |                   |                   |
| LA Galaxy         | 1–1 (1–3 (pen)    | Colorado Rapids    | 1–0               | 0–1               |
| Seattle Sounders  | 4–2               | FC Dallas          | 3–0               | 1-2               |

### Finais da Conferência
| Equipe 1          | Total             | Equipe 2          | 1.º jogo          | 2.º jogo          |
| Conferência Leste | Conferência Leste | Conferência Leste | Conferência Leste | Conferência Leste |
| ----------------- | ----------------- | ----------------- | ----------------- | ----------------- |
| Toronto FC        |                   | Montreal Impact   |                   |                   |
| Conferência Oeste |                   |                   |                   |                   |
| Colorado Rapids   |                   | Seattle Sounders  |                   |                   |

|  |  |  |  |  |
|  |  |  |  |  |

## Premiação
| Major League Soccer de 2016 MLS Cup  |
| ------------------------------------ |
| Seattle Sounders Campeão (1º título) |

## Público

### Maiores públicos
- Atualizado até 23 de outubro de 2016[3]

Estes são os dez maiores públicos da MLS em 2016:
| Nº | Público | Mandante             | Placar | Visitante              | Estádio               | Data                 | Semana |
| -- | ------- | -------------------- | ------ | ---------------------- | --------------------- | -------------------- | ------ |
| 1  | 60.147  | Orlando City SC      | 2–2    | Real Salt Lake         | Camping World Stadium | 6 de Março de 2016   | 1      |
| 2  | 53.302  | Seattle Sounders FC  | 3–1    | Portland Timbers       | CenturyLink Field     | 21 de Agosto de 2016 | 24     |
| 3  | 50.816  | San Jose Earthquakes | 1–1    | LA Galaxy              | Stanford Stadium      | 25 de Junho de 2016  | 16     |
| 4  | 48.458  | Seattle Sounders FC  | 1–1    | LA Galaxy              | CenturyLink Field     | 31 de Junho de 2016  | 21     |
| 5  | 47.537  | Seattle Sounders FC  | 0–2    | New York City FC       | CenturyLink Field     | 25 de Junho de 2016  | 16     |
| 6  | 41.028  | Seattle Sounders FC  | 0–1    | Colorado Rapids        | CenturyLink Field     | 21 de Maio de 2016   | 12     |
| 7  | 40.813  | Seattle Sounders FC  | 0–1    | LA Galaxy              | CenturyLink Field     | 9 de Julho de 2016   | 18     |
| 8  | 40.101  | Seattle Sounders FC  | 5–0    | FC Dallas              | CenturyLink Field     | 13 de Julho de 2016  | 19     |
| 9  | 40.012  | Seattle Sounders FC  | 1–2    | Vancouver Whitecaps FC | CenturyLink Field     | 19 de Março de 2016  | 3      |
| 10 | 39.705  | Seattle Sounders FC  | 1–0    | Montreal Impact        | CenturyLink Field     | 2 de Abril de 2016   | 5      |

### Média de público por equipe
| Equipe                 | J   | Acumulado | Maior  | Menor  | Média  |
| ---------------------- | --- | --------- | ------ | ------ | ------ |
| Seattle Sounders       | 17  | 724 809   | 53 302 | 39 269 | 42 636 |
| Orlando City           | 17  | 502 478   | 60 147 | 23 802 | 31 324 |
| New York City FC       | 17  | 462 336   | 37 858 | 22 736 | 27 196 |
| Toronto FC             | 17  | 451 917   | 30 262 | 22 212 | 26 583 |
| LA Galaxy              | 17  | 427 492   | 27 167 | 19 651 | 25 147 |
| Vancouver Whitecaps FC | 17  | 379 603   | 27 038 | 18 836 | 22 330 |
| Portland Timbers       | 17  | 359 448   | 21 144 | 21 144 | 21 144 |
| Montreal Impact        | 17  | 351 366   | 27 545 | 16 318 | 20 669 |
| New York Red Bulls     | 17  | 350 535   | 25 218 | 15 167 | 20 620 |
| San Jose Earthquakes   | 17  | 338 816   | 50 816 | 18 000 | 19 930 |
| Real Salt Lake         | 17  | 335 909   | 20 389 | 18 036 | 19 759 |
| Sporting Kansas City   | 17  | 333 155   | 20 618 | 18 563 | 19 549 |
| Houston Dynamo         | 17  | 323 361   | 21 601 | 15 045 | 19 597 |
| New England Revolution | 17  | 343 150   | 39 587 | 10 144 | 20 185 |
| Philadelphia Union     | 17  | 297 825   | 18 681 | 15 011 | 17 519 |
| Columbus Crew          | 17  | 291 128   | 20 389 | 13 114 | 17 125 |
| D.C. United            | 17  | 290 381   | 30 943 | 12 094 | 17 081 |
| Colorado Rapids        | 17  | 276 721   | 18 759 | 10 670 | 16 278 |
| Chicago Fire           | 17  | 265 234   | 18 976 | 12 073 | 15 602 |
| FC Dallas              | 17  | 239 601   | 16 215 | 10 381 | 14 094 |
| Total                  | 340 | 7 375 144 | 60 147 | 10 144 | 21 692 |

Fonte: MLS Soccer

## Estatísticas
Atualizado em 3 de setembro de 2016
| Pos. | Jogador                 | Clube                | Gols |
| ---- | ----------------------- | -------------------- | ---- |
| 1    | David Villa             | New York City FC     | 17   |
| 1    | Bradley Wright-Phillips | New York Red Bulls   | 17   |
| 3    | Sebastian Giovinco      | Toronto FC           | 16   |
| 4    | Ignacio Piatti          | Montreal Impact      | 14   |
| 5    | Fanendo Adi             | Portland Timbers     | 13   |
| 5    | Cyle Larin              | Orlando City SC      | 13   |
| 7    | Dom Dwyer               | Sporting Kansas City | 12   |
| 8    | Frank Lampard           | New York City FC     | 11   |
| 8    | Diego Valeri            | Portland Timbers     | 11   |
| 10   | Ola Kamara              | Columbus Crew        | 10   |
| 10   | Chris Pontius           | Philadelphia Union   | 10   |
| 10   | Giovani dos Santos      | LA Galaxy            | 10   |

| Pos. | Jogador            | Clube                  | Assist. |
| ---- | ------------------ | ---------------------- | ------- |
| 1    | Sacha Kljestan     | New York Red Bulls     | 15      |
| 2    | Sebastian Giovinco | Toronto FC             | 13      |
| 3    | Steven Gerrard     | LA Galaxy              | 11      |
| 4    | Mauro Díaz         | FC Dallas              | 10      |
| 4    | Joao Plata         | Real Salt Lake         | 10      |
| 6    | Thomas McNamara    | New York City FC       | 9       |
| 6    | Andrea Pirlo       | New York City FC       | 9       |
| 8    | Luciano Acosta     | DC United              | 8       |
| 8    | Giovani dos Santos | LA Galaxy              | 8       |
| 8    | Kaká               | Orlando City SC        | 8       |
| 8    | Justin Meram       | Columbus Crew          | 8       |
| 8    | Lee Nguyen         | New England Revolution | 8       |

| Pos. | Goleiro       | Clube                  | Jogos sem sofrer gols |
| ---- | ------------- | ---------------------- | --------------------- |
| 1    | Luis Robles   | New York Red Bulls     | 9                     |
| 2    | Brian Rowe    | LA Galaxy              | 7                     |
| 2    | Josh Saunders | New York City FC       | 7                     |
| 2    | Chris Seitz   | FC Dallas              | 7                     |
| 5    | Andre Blake   | Philadelphia Union     | 6                     |
| 5    | David Bingham | San Jose Earthquakes   | 6                     |
| 5    | Steve Clark   | Columbus Crew          | 6                     |
| 5    | Clint Irwin   | Toronto FC             | 6                     |
| 5    | Zac MacMath   | Colorado Rapids        | 6                     |
| 5    | Tim Melia     | Sporting Kansas City   | 6                     |
| 5    | David Ousted  | Vancouver Whitecaps FC | 6                     |

| Jogador             | Clube              | Adversário         | Resul. | Data         |
| ------------------- | ------------------ | ------------------ | ------ | ------------ |
| Bradley W. Phillips | NY Red Bulls       | Toronto FC         | 3–0    | 28 de maio   |
| Ola Kamara          | Columbus Crew      | Real Salt Lake     | 4–3    | 28 de maio   |
| Roland Alberg       | Philadelphia Union | Chicago Fire       | 4–3    | 22 de junho  |
| Didier Drogba       | Montreal Impact    | Philadelphia Union | 5–1    | 23 de julho  |
| Sebastian Giovinco  | Toronto            | D.C. United        | 4–1    | 23 de julho  |
| Frank Lampard       | NY City            | Colorado Rapids    | 5–1    | 30 de julho  |
| Sebastian Giovinco  | Toronto            | NE Revolution      | 4–1    | 6 de agosto  |
| Clint Dempsey       | Seattle Sounders   | Orlando City       | 3–1    | 7 de agosto  |
| Patrick Mullins     | D.C. United        | Chicago Fire       | 6–2    | 27 de agosto |

## Prêmios

### Prêmios mensais
| Mês   | Jogador                 | Clube              | Estatísticas | Ref    |
| ----- | ----------------------- | ------------------ | ------------ | ------ |
| Março | Joao Plata              | Real Salt Lake     | 3G, 2A       | [ 7 ]  |
| Abril | Fanendo Adi             | Portland Timbers   | 3G, 1A       | [ 8 ]  |
| Maio  | Bradley Wright-Phillips | New York Red Bulls | 6G, 2A       | [ 9 ]  |
| Junho | Yura Movsisyan          | Real Salt Lake     | 3G           | [ 10 ] |
| Julho | Frank Lampard           | New York City FC   | 6G, 1A       | [ 11 ] |

### Prêmios semanais
| Semana | MLS Jogador da Semana   | MLS Jogador da Semana | MLS Gol da Semana   | MLS Gol da Semana      | MLS Defesa da Semana | MLS Defesa da Semana   |
| Semana | Jogador                 | Clube                 | Jogador             | Clube                  | Jogador              | Clube                  |
| ------ | ----------------------- | --------------------- | ------------------- | ---------------------- | -------------------- | ---------------------- |
| 1      | Mike Magee              | LA Galaxy             | Ignacio Piatti      | Montreal Impact        | Evan Bush            | Montreal Impact        |
| 2      | Andrew Wenger           | Houston Dynamo        | Cyle Larin          | Orlando City SC        | Brian Rowe           | LA Galaxy              |
| 3      | Felipe                  | New York Red Bulls    | Felipe              | New York Red Bulls     | Tim Melia            | Sporting Kansas City   |
| 4      | Michael Barrios         | FC Dallas             | Thomas McNamara     | New York City FC       | Bobby Shuttleworth   | New England Revolution |
| 5      | Kaká                    | Orlando City SC       | Adam Jahn           | San Jose Earthquakes   | Joe Bendik           | Orlando City SC        |
| 6      | Fabián Espíndola        | D.C. United           | Alberto Quintero    | San Jose Earthquakes   | David Bingham        | San Jose Earthquakes   |
| 7      | Giovani dos Santos      | LA Galaxy             | Ignacio Piatti      | Montreal Impact        | Nick Rimando         | Real Salt Lake         |
| 8      | Emmanuel Boateng        | LA Galaxy             | Luciano Acosta      | D.C. United            | David Bingham        | San Jose Earthquakes   |
| 9      | Jake Gleeson            | Portland Timbers      | Maxim Tissot        | Montreal Impact        | Joe Bendik           | Orlando City SC        |
| 10     | Ignacio Piatti          | Montreal Impact       | Ignacio Piatti      | Montreal Impact        | Tim Melia            | Sporting Kansas City   |
| 11     | Kekuta Manneh           | Vancouver Whitecaps   | Blas Perez          | Vancouver Whitecaps    | Joe Bendik           | Orlando City SC        |
| 12     | Bradley Wright-Phillips | New York Red Bulls    | Cyle Larin          | Orlando City SC        | Joe Bendik           | Orlando City SC        |
| 13     | Ola Kamara              | Columbus Crew SC      | Kevin Molino        | Orlando City SC        | Luis Robles          | New York Red Bulls     |
| 14     | Chris Pontius           | Philadelphia Union    | Chris Pontius       | Philadelphia Union     | Nick Rimando         | Real Salt Lake         |
| 15     | Mike Grella             | New York Red Bulls    | Júlio Baptista      | Orlando City SC        | Jake Gleeson         | Portland Timbers       |
| 16     | Roland Alberg           | Philadelphia Union    | Lamar Neagle        | D.C. United            | Andre Blake          | Philadelphia Union     |
| 17     | Jack Harrison           | New York City FC      | Cristian Maidana    | Houston Dynamo         | Joe Bendik           | Orlando City SC        |
| 18     | Ilsinho                 | Philadelphia Union    | Lee Nguyen          | New England Revolution | Brian Rowe           | LA Galaxy              |
| 19     | Diego Valeri            | Portland Timbers      | Jack Harrison       | New York City FC       | Joe Bendik           | Orlando City SC        |
| 20     | Sebastian Giovinco      | Toronto FC            | Ignacio Piatti      | Montreal Impact        | Joe Bendik           | Orlando City SC        |
| 21     | Frank Lampard           | New York City FC      | Cyle Larin          | Orlando City SC        | Joe Bendik           | Orlando City SC        |
| 22     | Sebastian Giovinco      | Toronto FC            | Javier Morales      | Real Salt Lake         | Joe Bendik           | Orlando City SC        |
| 23     | Bradley Wright-Phillips | New York Red Bulls    | Shkelzen GashiGashi | Colorado Rapids        | Bill Hamid           | D.C. United            |
| 24     | Clint Dempsey           | Seattle Sounders FC   | Luis Solignac       | Chicago Fire SC        | Joe Willis           | Houston Dynamo         |

#### Time da Semana
| Time da Semana | Time da Semana    | Time da Semana                                              | Time da Semana                                                         | Time da Semana                                       |
| Semana         | Goleiro           | Defensores                                                  | Meias                                                                  | Atacantes                                            |
| -------------- | ----------------- | ----------------------------------------------------------- | ---------------------------------------------------------------------- | ---------------------------------------------------- |
| 1              | Bingham (SJ)      | Cole (LA) Moor (COL) Zimmerman (DAL)                        | Chara (POR) Fagundez (NE) Martinez (RSL) McNamara (NYC)                | Larin (ORL) Magee (LA) Piatti (MON)                  |
| 2              | Blake (PHI)       | Beasley (HOU) Ciman (MON) Williams (COL)                    | Mustivar (SKC) Pontius (PHI) Sunday (RSL) Wenger (HOU)                 | Dwyer (SKC) Piatti (MON) Villa (NYC)                 |
| 3              | Shuttleworth (NE) | Hollingshead (DAL) Rosenberry (PHI) Waston (VAN)            | Díaz (DAL) Felipe (NYR) Higuita (ORL) Zardes (LA)                      | Adi (POR) Bruin (HOU) Sapong (PHI)                   |
| 4              | Ousted (VAN)      | Bravo (NYC) Jacobson (VAN) Tierney (NE)                     | Bunbury (NE) Díaz (DAL) McNamara (NYC) Morales (VAN)                   | Barrios (DAL) Castillo (DAL) Urruti (DAL)            |
| 5              | Ousted (VAN)      | Kappelhof (CHI) Maund (RSL) Rogers (LA) Shea (ORL)          | Alonso (SEA) Higuita (ORL) Neagle (DC) Plata (RSL)                     | Gashi (COL) Kaká (ORL)                               |
| 6              | Melia (SKC)       | Ciman (MON) Marshall (SEA) Matarrita (NYC)                  | Barnes (HOU) Chara (POR) Koffie (NE) Piatti (MON)                      | Amarikwa (SJ) Espíndola (DC) Saborío (DC)            |
| 7              | Rimando (RSL)     | Beitashour (TOR) Ciman (MON) Phillips (RSL)                 | Ivanschitz (SEA) Jones (COL) Meram (CLB) Piatti (MON)                  | Adi (POR) Castillo (DAL) Dos Santos (LA)             |
| 8              | Ousted (VAN)      | Boswell (DC) Harvey (VAN) Moor (TOR)                        | Barnetta (PHI) Boateng (LA) Bradley (TOR) Kljestan (NYR)               | Dos Santos (LA) Giovinco (TOR) Wright-Phillips (NYR) |
| 9              | Gleeson (POR)     | Scott (SEA) Wynne (SJ) Zusi (SKC)                           | Allen (RSL) Felipe (NYR) Gashi (COL) Kljestan (NYR) Valeri (POR)       | Drogba (MON) Villa (NYC)                             |
| 10             | Irwin (TOR)       | Horst (HOU) Matarrita (NYC) Perquis (TOR)                   | Jones (COL) Kljestan (NYR) Nagbe (POR) Piatti (MON)                    | Kudo (VAN) Morris (SEA) Zardes (LA)                  |
| 11             | Worra (DC)        | Hernandez (NYC) Williams (COL) Zimmerman (DAL) Morrow (TOR) | Espinoza (SKC) Manneh (VAN) Nyarko (DC) Quintero (SJ)                  | Giovinco (TOR) Pérez (VAN) Villa (NYC)               |
| 12             | Bendik (ORL)      | Glad (RSL) Marquez (PHI) Sjöberg (COL)                      | Acosta (DAL) Grella (NYR) Kaká (ORL) McCarty (NYR) Nagbe (POR)         | Akindele (DAL) Wright-Phillips (NYR)                 |
| 13             | Robles (NYR)      | Allen (NYC) Beasley (HOU) Opare (DC)                        | Kljestan (NYR) Molino (ORL) Nguyen (NE) Piatti (MON)                   | Drogba (MON) Kamara (CLB) Wright-Phillips (NYR)      |
| 14             | Gleeson (POR)     | Medranda (SKC) Opara (SKC) Ridgewell (POR) Rosenberry (PHI) | Chara (POR) Nogueira (PHI) Pontius]] (PHI) Roldan (SEA)                | Kamara (CLB) Movsisyan (RSL)                         |
| 15             | Hamid (DC)        | Burch (COL) Moor (TOR) Abdul-Salaam (SKC)                   | Salinas (SJ) Felipe (NYR) Feilhaber (SKC) Harrison (NYC) Grella (NYR)  | Villa (NYC) Martínez (RSL)                           |
| 16             | Irwin (TOR)       | Matarrita (NYC) Wynne (SJ) Robinson (DC)                    | Kaká (ORL) Valeri (POR) Alberg (PHI) Díaz (DAL) Neagle (DC)            | Manneh (VAN) Dwyer (SKC)                             |
| 17             | Hamid (DC)        | Beasley (HOU) Zimmerman (DAL) Ramos (CHI)                   | Zusi (SKC) Gerrard (LA) Díaz (DAL) Harrison (NYC)                      | Kamara (NE) Kamara (CLB) Salazar (MON)               |
| 18             | Gleeson (POR)     | Phillips (RSL) Van Damme (LA) Hedges (DAL) Morrow (TOR)     | Alberg (PHI) Larentowicz (LA) Feilhaber (SKC) Ilsinho (PHI)            | Doyle (COL) Kamara (NE)                              |
| 19             | Robles (NYR)      | Sjöberg (COL) Bernárdez (SJ) Maund (RSL)                    | Castillo (DAL) Kljestan (NYR) Valeri (POR) Díaz (DAL) Ivanschitz (SEA) | Villa (NYC) Dos Santos (LA)                          |
| 20             | Ousted (VAN)      | Oyongo (MON) Van Damme (LA) Woodberry (NE)                  | Muyl (NYR) Kljestan (NYR) Cronin (COL) Piatti (MON)                    | Dwyer (SKC) Giovinco (TOR) Drogba (MON)              |
| 21             | Bingham (SJ)      | Opara (SKC) Van Damme (LA) Moor (TOR)                       | Molino (ORL) Lodeiro (SEA) Lampard (NYC) McNamara (NYC)                | Urruti (DAL) Giovinco (TOR) Plata (RSL)              |
| 22             | Bush (MON)        | Burch (COL) Chanot (NYC) Moor (TOR)                         | Valeri (POR) Lodeiro (SEA) Morales (RSL) Hairston (COL)                | Morris (SEA) Giovinco (TOR) Dempsey (SEA)            |
| 23             | Bingham (SJ)      | Birnbaum (DC) Agus (HOU) Marshall (SEA)                     | Pontius (PHI) Barnetta (PHI) Davis (NYR) Finlay (CLB)                  | Villa (NYC) Wright-Phillips (NYR) Dwyer (SKC)        |
| 24             | Willis (HOU)      | Parkhurst (CLB) Olave (RSL) Horst (HOU) Matarrita (NYC)     | Roldan (SEA) Feilhaber (SKC) Accam (CHI)                               | Dempsey (SEA) Wright-Phillips (NYR) Altidore (TOR)   |
| 25             | Howard (COL)      | Camara (MTL) Næss (CLB) Rosenberry (PHI)                    | Beckerman (RSL) Kaká (ORL) Felipe (NYR) Valeri (POR) Barrios (DAL)     | Mullins (DC) Movsisyan (RSL)                         |

### Gols
- Primeiro gol da temporada: Thomas McNamara de New York City FC contra Chicago Fire, 10 minutos (6 de Março de 2016)
- Gol mais rápido da temporada: Octavio Rivero de Vancouver Whitecaps contra New York City FC, 38 segundos (15 de Maio de 2016)
- Gol mais demorado da temporada: Marco Pappa de Colorado Rapids contra LA Galaxy, 95 minutos (12 de Março de 2016)

### Disciplina
- Primeiro cartão amarelo da temporada: Daniel Lovitz de Toronto FC contra New York Red Bulls, 38 minutos (6 de Março de 2016)
- Primeiro cartão vermelho da temporada: Demar Phillips de Real Salt Lake contra Orlando City, 20 minutos (6 de Março de 2016) - Segundo cartão amarelo
- Primeiro cartão vermelho direto da temporada: Darwin Cerén de Orlando City contra Real Salt Lake, 47 minutos (6 de Maio de 2016)
- Primeiro jogador suspenso por acumulação de cartão amarelo: Carlos Gruezo de FC Dallas